# Náder Mohammadháni
Náder Mohammadháni (perzsául:  نادر محمدخانی ; Teherán, 1963. augusztus 23. –) iráni labdarúgóhátvéd.